# Ізабель Ґузман
Ізабелла Касільяс Ґузман (англ. Isabella Casillas Guzman) — американський урядовець, адміністратор Управління у справах малого бізнесу в уряді Джо Байдена з 17 березня 2021.

## Раннє життя та освіта
Народилась у Бербанку, Каліфорнія. Походить з чотирьох поколінь техасців, що через Мексиканську революцію утекли з мексиканських Агуаскальєнтесу та Халіско. 1960 року батько Ґузман переїхав із Техасу до Лос-Анджелеса. За даними профілю Інституту Ларти, Ґузман стверджує, що має єврейське, німецьке та, можливо, китайське походження.
Отримала ступінь бакалавра наук у Вортонській школі бізнесу Пенсильванії.

## Кар'єра
Ґузман була співзасновницею та керувала GovContractPros з 2018 до 2019 і працювала незалежним консультантом з такими клієнтами як Інститут Ларта з 2017 року. Була заступницею керівника апарату Адміністрації малого бізнесу з 2014 до 2017 року та директором зі стратегічних ініціатив та радницею голови-співзасновника ProAmerica Bank з 2009 до 2014 року. Була менеджером та радником засновника Illulian з 2003 до 2005 року. Працювала заступницею секретаря з призначень в Офісі губернатора Ґрея Девіса з 2002 до 2003. Була менеджером студії та керівним партнером Miauhaus Studios з 1998 до 2002 року, при цьому продовжувала бути керівним партнером до 2010 року.
Починаючи з квітня 2019 року, Ґузман працювала директором Офісу адвоката малого бізнесу в Каліфорнії, департаменту Офісу губернатора з економічного розвитку штату. Ґузман також була директором стратегічних ініціатив у ProAmerica Bank у Лос-Анджелесі.
7 січня 2021 оголосили, що Ґузман буде номінована обраним президентом Джо Байденом на посаду адміністратора Управління у справах малого бізнесу. Була затверджена Сенатом США 16 березня 2021 81-им голосом «за» та 17-ма — «проти».